# Vamp
La vamp o vampiressa (substantius que provenen de la paraula vampir) és un dels arquetips principals que s'han fet servir per a representar les dones i llur sexualitat en el cinema. Tot i iniciar-se durant el període mut de principis del segle xx, aquest arquetip no entén d'èpoques i, per tant, seguirà apareixent a les pel·lícules de l'etapa sonora juntament amb l'arquetip, potser més conegut, de la femme fatale el qual, en certa manera, segueix les mateixes línies que el de la vamp.

## Estructura de Hollywood i el feminisme
La indústria cinematogràfica de Hollywood pot entendre's com «una institució orientada envers la producció de la ideologia patriarcal i un poderós portador de idees i valors». És, per tant, un dels factors amb una influència més poderosa sobre el comportament i la conducta de les societats capitalistes, el qual també opera segons paràmetres capitalistes que condueixen a la promoció de valors patriarcals i heteronormatius.
D'altra banda, d'acord amb Simone de Beauvoir, «el coneixement patriarcal construeix implacablement la idea de dona com a projecció de fantasies i ansietats masculines, de l'alteritat fal·locèntrica i de la mancança masculina. Encara més, aquests ideals es tradueixen en els mites virils de l'inabastable ("ella és tot el que l'home desitja i tot el que ell no aconsegueix"), de la bellesa ideal i la perfecció, i de la Mort i l'abjecció ("l'heroi perdut per sempre en quant torna a caure en les ombres maternes —la caverna, l'abisme, l'infern.")». En conseqüència, la mirada masculina, capitalista, patriarcal i heteronormativa que impera a la nostra societat, es trasllada a l'àmbit cinematogràfic, tal com han assenyalat les crítiques i estudioses cinematogràfiques de la segona onada del feminisme, segons les quals tant el cinema com els mitjans de comunicació en general construeixen les dones com a objectes sexuals que «reflecteixen actituds socials reals, opinions, valors culturals i mites patriarcals.»
Aquesta concepció de la dona en el cinema, si bé mena a idealitzar-la, també fa que el cas de l'"estrella cinematogràfica" femenina, entesa per Rosen (1973) com un "reflex i una mistificació del real" que vincula fortament "text i context", constitueixi un "lloc de contestació": «com que es veuen obligades a viure la fantasia de la pantalla fora d'aquesta, les dones darrere de la icona subverteixen el que llur imatge exemplifica i revelen contradicció.»
Aquestes consideracions poden posar-se en connexió directa amb l'anàlisi de Christine Gledhill sobre el melodrama i la figura de l'estrella cinematogràfica. Segons Gledhill («Signs of melodrama», 1991), «l'estrella com a estructura composta és capaç de gestionar la tensió entre els personatges emblemàtics i no psicològics del melodrama i la tendència d'aquest a fer efectives en termes personals les forces socials i ètiques». Així, la imatge o presència d'una estrella és una primera entitat formada per tres entitats més: la persona real, els personatges o papers encarnats en les pel·lícules, i la fatxa; aquestes quatre entitats o identitats constitueixen l'estrella cinematogràfica.
- Persona real: és el lloc on, amorfs i canviants, hi ha els atributs corporals, els instints, els impulsos psíquics i les experiències. És la «personalitat» de l'actor que s'adapta a les exigències interpretatives.
- Personatges: són constructes formats i fixats, relativament, per les convencions de la ficció fílmica i dels estereotips.
- Fatxa: és la configuració de la vida privada en forma pública i emblemàtica, basada en tipus socials generals i rols cinematogràfics, alhora que deriva la seua autenticitat del caràcter d'imprevisibilitat que aporta la persona real. Formada a partir de la repetició del mateix tipus de personatge al llarg de la carrera cinematogràfica, acaba produint el que de vegades s'anomena «encasellament». És independent tant de la persona real com del personatges.
- Imatge: és un element escindit de la fatxa i dels personatges. Si aquests dos elements condensen i dispersen desitjos, significats, valors i estils que són actuals en la cultura, la imatge és un conglomerat de la personalitat, els personatges interpretats i la publicitat que ha rebut l'estrella cinematogràfica.[2]

Així doncs, en la representació de la dona en la ficció, els personatges obeirien els arquetips de feminitat definits pels diferents gèneres cinematogràfics.

## Història
L'arquetip de la vamp sorgeix en el primer quart del segle xx, basat en part, en el Dràcula de Bram Stoker, atès que els comportaments d'aquests personatges són equiparables als del vampir. Inicialment, igual que la femme fatale, sorgeix com a contramodel de la dona victoriana i amb la intenció de regular la sexualitat femenina —funció que, essencialment, compleixen tots els arquetips femenins cinematogràfics.
Les vamps són «dones que fan servir l'atractiu sexual per explotar econòmicament els homes»; a causa d'aquesta voluntat econòmica acostumen a representar-se amb una gran quantitat de joies i una aparença bastant cuidada, encara que tirant més cap a la tenebrositat visible al llarg de les pel·lícules.
Igual que les femmes fatales, les vamps són una amenaça per a la masculinitat: pretenen «embruixar» el personatge masculí de la pel·lícula perquè quedi «atordit» i, per tant, no pugui pensar per ell mateix, de manera que pugui ser manipulat per la vamp o la femme fatale.
Finalment, l'heroi descobreix la manipulació de què ha estat víctima i com, en conseqüència, havia quedat eclipsat i dominat en tots els aspectes; així, com que té el poder suficient per subvertir els rols de poder que han estat assignats, ha de ser eliminada.